# Џорџ Истман
Џорџ Истман (енгл. George Eastman, рођен 12. јула 1854. године у Вотервилу (Њујорк) и преминуо 14. марта 1932. године у Рочестеру (Њујорк)) је амерички индустријалац и стваралац компаније Кодак. Након деценије експеримената у фотографији, патентирао је и продао камеру са рол филмом, чиме је аматерска фотографија по први пут постала доступна широј јавности. Радећи као благајник и касније председник Кодака, надгледао је ширење компаније и филмске индустрије.
Еастман је био велики филантроп, основао је Истманову школу музике, Рочестерски филхармонијски оркестар, и школе стоматологије и медицине на Универзитету у Роцхестеру и у Лондонској Стоматолошкој болници Истман, и дао велики допринос Рочестерском институту технологије (RIT), изградња неколико зграда у другом кампусу Масачусетског технолошког института (MIT) на реци Чарлс, Таскеги универзитета и Хамптон универзитета, два историјски црначка универзитета на југу. Заинтересовавши се за побољшање здравља, обезбедио је средства за клинике у Лондону и другим европским градовима за опслуживање становника са ниским примањима.
У последње две године, Истман је имао интензивне болове изазване поремећајем који је захватио његову кичму. Дана 14. марта 1932. пуцао је себи у срце, остављајући поруку на којој је писало: „Мојим пријатељима: мој посао је завршен. Зашто чекати?”
Истман се сматра једним од најутицајнијих и најпознатијих становника Рочестера у Њујорку. Он је комеморисан на неколико универзитетских кампуса и на Холивудском Булевару славних, а Музеј Џорџа Истмана је проглашен националним историјским обележјем.

## Биографија
Истман је рођен у Вотервилу, Њујорк,, као најмлађе дете Џорџа Вашингтона Истмана и Марије Истман (рођене Килбурн), на фарми од 10-acre (4,0 ha) коју су његови родитељи купили 1849. године. Он је имао две старије сестре, Елен Марију и Кејти. У великој мери се самообразовао, иако је после осме године похађао приватну школу у Рочестеру.
Током детињства, школован је код куће. Захваљујући станару који је боравио у његовој кући почео је да се занима за фотографију. Када је одрастао постао је радник у банци али је све запоставио како би се бавио фотографијом. Инспирисан креацијом слика, ствара танку траку за развијање фотографије која је лакша за коришћење и која није тешка, што омогућава фотоапарату да буде лакши. 
Почетком 1840-их његов отац је покренуо пословну школу, Истманов комерцијални колеџ у Рочестеру, Њујорк. Град је постао један од првих „бумтауна“ у Сједињеним Државама, заснован на брзој индустријализацији. Како је здравље његовог оца почело да се погоршава, породица је напустила фарму и преселила се у Рочестер 1860. године. Његов отац је умро од можданог поремећаја 27. априла 1862. Да би преживела и приуштила Џорџово школовање, његова мајка је прихватила станаре.
Друга ћерка, Кејти, добила је дечију парализу као млада и умрла је крајем 1870. када је Џорџ имао 15 година. Млади Џорџ је рано напустио школу и почео да ради да би помогао породици. Како је Истман почео да има успеха у свом фотографском послу, заклео се да ће се одужити својој мајци за тешкоће које је претрпела у његовом одгајању.
Године 1885, Истман поставља на тржишту први филм за фотоапарат заснован на провидном и флексибилном целулоиду који се може умотати и тиме смањити простор у фотоапарат. 1888. представња свој Кодак. у питању је фотоапарат, са филмом од 100 слика за 25 долара.

## Каријера
Године 1884, Истман је патентирао први филм у облику ролне; тиме је показао да је то изводиво. Он је успео да успостави процес развијања филма радећи код своје куће. Године 1888, он је развио камеру Кодак Блек („Кодак” је реч коју је Истман створио), и то је била прва камера дизајнирана за употребу филма у ролни. Он је сковао рекламни слоган „Притиснете дугме, ми радимо остало“ који је брзо постао популаран међу купцима. Године 1889. је почео са продајом филмова за фотографске апарате, а до 1896. постао је водећи међународни снабдевач филмских трака.
Своју компанију је основао под именом Истман Кодак 1892. године. Како су типови филма постајали стандардизовани, Истман је наставио да предводи индустрију у погледу иновација. Побољшања у квалитету филма у боји су настављена након његове смрти.
У доба све већих синдикалних активности, Истман је покушао да се супротстави синдикалном покрету осмишљавањем програма накнада радницима, укључујући успостављање програма поделе профита за све запослене из 1910. године. Сматран за једног од напредних лидер свог времена, Истман је унапредио Флоренс Маканеј за шефа одељења за особље. Она је била једна од првих жена која је имала извршну функцију у великој америчкој компанији.
Године 1900. компанија Џорџ Истман пустила је у промет камеру под називом „Brownie” и која је коштала само $1.

## Приватан живот
Џорџ Истман никад није био ожењен. Био је близак својој мајци, сестри и њеној породици. Такође је био страствени путник и имао је страст за свирање клавира.

## Патенти
- U.S. Patent 226.503 "Method and Apparatus for Coating Plates", filed September 1879, issued April 1880.
- U.S. Patent 306.470 "Photographic Film", filed May 10, 1884, issued October 14, 1884.
- U.S. Patent 306.594 "Photographic Film", filed March 7, 1884, issued October 14, 1884.
- U.S. Patent 317.049 (with William H. Walker) "Roll Holder for Photographic Films", filed August 1884, issued May 1885.
- U.S. Patent 388.850 "Camera", filed March 1888, issued September 1888.
- Eastman licensed, then purchased U.S. Patent 248.179 "Photographic Apparatus" (roll film holder), filed June 21, 1881, issued October 11, 1881, to David H. Houston.